# Ringicula shenzhenensis
Ringicula shenzhenensis is een slakkensoort uit de familie van de Ringiculidae. De wetenschappelijke naam van de soort is voor het eerst geldig gepubliceerd in 1986 door Lin & Qi.